# あやかわりく
あやかわ りく（1月23日 - ）は、 日本の漫画家・イラストレーター。女性。埼玉県在住。

## 経歴・特徴
幼少のころから絵を描くのが好きで、本格的に漫画家を目指したのは、小学校高学年のころからだという。最初は大好きなロールプレイングゲームの世界に影響され、ファンタジーものを描いており、少年漫画が好きだったようである。友人の誘いで、男性向けのサークルの絵部門を担当することになり、当初は試行錯誤しつつ裸の女性を描いていたとのこと。キャラクターの表情をいかに可愛い範囲で崩すか、汗を多くし、肉感を出すことに努力している。
主として、『COMICポプリクラブ』（マックス）・『漫画ばんがいち』などコアマガジン系の雑誌に作品を発表していた。美麗な絵柄と濃厚なエロ描写が特徴。純愛物からアブノーマルまで幅広く描く。ポニーテールのしっかり者のお姉さんキャラクターが好きだという。また、ショタや女装、ふたなりなどを題材にした作品も存在する。
自身のアシスタント経験者には宮本りずなどがいる。

## 作品リスト

### 単行本
成人向け
1. 『ふたなりパフェ』 2010年11月27日発売[5]、一水社〈いずみコミックス〉、ISBN 978-4-86416-036-0
  - 「ふたなつ」
  - 「ふたNET」 （一水社『ふたなりエクセレント1』 2009年9月）
  - 「体育祭はデンジャラス」 （一水社『ふたなりエクセレント2』 2009年11月）
  - 「ふた×むす✩Twins」 （一水社『ふたなりエクセレント3』 2010年1月）
  - 「ブッカケ三人組」 （一水社『ふたなりエクセレント4』）
  - 「極楽!?ふたなリゾート」 （一水社『ふたなりエクセレント5』 2010年）
  - 「ナースでおじゃまっ!!」 （一水社『むしろ、ごほうび』 2010年8月）
  - 「MOTHER」 （一水社『母子、濡れた一夜2』 2009年12月）
  - 「ふたぶる」
2. 『あねいも♥ラブH』 2013年7月25日発売[6]、マックス〈ポプリコミックス〉、ISBN 978-4-86379-095-7
  - 「僕は君を抱いて眠る。」 （COMICポプリクラブ 2013年6月号）
  - 「素直になってヨ！」 （COMICポプリクラブ 2013年5月号）
  - 「幼なじみと秘密のじかん」 （COMICポプリクラブ 2012年7月号）
  - 「私はメイドさん」 （COMICポプリクラブ 2012年8月号）
  - 「練習どおりのキスをして」前・後編 （COMICポプリクラブ 2012年10, 11月号）
  - 「無口な彼女」
  - 「赤点王子と笑わない幼なじみ」 （COMICポプリクラブ 2012年3月号）
  - 「僕のめんどくさがりな姉」 （COMICポプリクラブ 2012年9月号）
  - 「嫁はお姉ちゃん」 （COMICポプリクラブ 2012年2月号）
  - 「練習どおりのキスをして その後」（描き下ろし）
3. 『純愛エロカノ!』 2015年6月24日発売[7]、マックス〈ポプリコミックス〉、ISBN 978-4-86379-357-6
  - 「強気彼女とわがままペット」前・後編 （COMICポプリクラブ2015年1, 4月号）
  - 「でっかくても愛してる♥」 （COMICポプリクラブ2015年6月号）
  - 「彼女がノーブラ♥だったので」 （COMICポプリクラブ 2014年11月号）
  - 「恋愛ラブ♥ポーション」 （COMICポプリクラブ 2014年9月号）
  - 「彼女に催眠術をかけてみたら」 （COMICポプリクラブ 2014年3月号）
  - 「友達の妹がこんなにエッチだった!」 （COMICポプリクラブ 2014年1月号）
  - 「コートの下の僕らの秘密」前・中・後編 （COMICポプリクラブ 2014年5 - 7月号）

一般向け
- 『魔装学園H×H』 2015年 - 2018年、KADOKAWA、全4巻、作画：あやかわりく[8]、著：久慈マサムネ、 キャラクターデザイン：Hisasi、メカデザイン：黒銀

### 読み切り・連載
- 夏☆誘惑 （コミック0EX VOL.19、2009年6月）
- TOY'S LOVE （純愛果実 2009年9月号）
- お姉ちゃん、がんばるゾッ! （コミック0EX VOL.23、2009年11月）
- 凶暴注意! （コミック0EX VOL.27、2010年3月）
- 妹! （美少女革命極vol.11 純愛果実2010年12月増刊号）
- どっちがお好み? （コミックメガミルク VOL.12、2011年5月）
- ひみつの♥贈り物 （コミックメガミルク VOL.17、2011年10月）
- 幼なじみメモリー （漫画ばんがいち 2012年5月号）
- はずかしがりやと夏祭り （ヤングコミック 2012年8月号）
- 家庭教師と優秀な教え子 （漫画ばんがいち 2013年3月号）
- なかよく友達と練習! （漫画ばんがいち 2013年9月号）

### イラスト
- 『異世界転移に巻き込まれたので、抜け駆けして最強スキルを貰ったった。』 一二三書房〈オルギスノベル〉、著：38℃
  1. 2020年8月25日発売[9]、ISBN 978-4-89199-635-2
  2. 2021年5月25日発売[10]、ISBN 978-4-89199-678-9
- 日めくりカレンダー『姫繰三六五』2021年版（7月10日担当） 2020年11月6日発売[11]、姫繰三六五
- 『超昂大戦 エスカレーションヒロインズ』[12] 2021年5月実装、「神騎ベラトリクス」 キャラデザ・立ち絵・イベントCG